# Apple Macintosh Color Classic
Apple Macintosh Color Classic (Macintosh Color Classic) је био професионални рачунар фирме Епл (Apple) који је почео да се производи у Сједињеним Америчким Државама од 1993. године.
Користио је Motorola 68030 као микропроцесор. RAM меморија рачунара је имала капацитет од 4 MB до 10 MB (12 MB највише).
Као оперативни систем кориштен је MAC OS 7.1.

## Детаљни подаци
Детаљнији подаци о рачунару Macintosh Color Classic су дати у табели испод.
|                       |                                                                            |
| [ 1 ]                 |                                                                            |
| Произвођач            | Епл                                                                        |
| Тип                   | професионални рачунар                                                      |
| Меморија              | 4 до 10 (12 највише)                                                       |
| Поријекло             | Сједињене Америчке Државе                                                  |
| Година                | 1993                                                                       |
| Тастатура             | стил писаће машине, 82 тастера са нумеричком тастатуром и тастерима смјера |
| Процесор              |                                                                            |
| Фреквенција процесора | 16                                                                         |
| RAM                   | 4 до 10 (12 највише)                                                       |
| ROM                   | 1 MB                                                                       |
| Текст                 | нема текстуални приказ. Битмап знакови                                     |
| Графика               | 512 x 384 тачке. До 640 x 480 са посебним измјенама хардвера.              |
| Боја                  | 256                                                                        |
| Звук                  | Моно 16-битни - уграђени звучник – звучни излаз                            |
| Димензије             | 25,15 (ширина) x 36,8 (висина) x 32 (дубина) / 11                          |
| Портови               |                                                                            |
| Оперативни систем     |                                                                            |